# Konzeptfahrzeuge von Hyundai
Eins der ersten Konzeptfahrzeuge der Hyundai Motor Company war im Jahr 1974 das Hyundai Pony Coupé von Italdesign, das auf dem 55. Turiner Autosalon vorgestellt wurde. Bis zur Einstellung des Designers Thomas Bürkle, der vorher bei BMW angestellt war, im Jahr 2005 hatte Hyundai kein eigenständiges Design, so dass spektakuläre Konzeptfahrzeuge und Studien vorgestellt wurden. Das erste Konzept von Bürkle war der Genus 2006.

## 1974 bis 1999
- Hyundai Pony Coupé (1974; von Italdesign)
- Hyundai HCD-I (1992)
- Hyundai HCD-II (1993)
- Hyundai HCD-III (1995)
- Hyundai SLV (1997)
- Hyundai Euro-I (1998)
- Hyundai FGV-II (1999)

## 2000 bis 2009
| Bauzeit | Name                 | Anmerkung              | Bild |
| ------- | -------------------- | ---------------------- | ---- |
| 2000    | Neos                 |                        |      |
| 2000    | HCD-V Crosstour      |                        |      |
| 2001    | Clix                 |                        |      |
| 2001    | HCD-6                |                        |      |
| 2001    | TB                   |                        |      |
| 2002    | Coupé Aero           |                        |      |
| 2002    | HIC                  |                        |      |
| 2002    | Santa Fe Mountaineer |                        |      |
| 2002    | HCD-7                |                        |      |
| 2003    | OLV                  |                        |      |
| 2003    | CCS                  |                        |      |
| 2003    | NEOS-II              |                        |      |
| 2004    | HCD-8                | NAIAS                  |      |
| 2004    | E3                   |                        |      |
| 2005    | Accent SR            | IAA                    |      |
| 2005    | HED-1                | Genfer Auto-Salon      |      |
| 2005    | NEOS-III             | Tokyo Motor Show       |      |
| 2005    | Portico              | Chicago Auto Show      |      |
| 2006    | HCD-9 Talus          | NAIAS                  |      |
| 2006    | HED-2 Genus          |                        |      |
| 2006    | HED-3 Arnejs         | Pariser Autosalon      |      |
| 2007    | HED-4 QarmaQ         | Genfer Auto-Salon 2007 |      |
| 2007    | HCD-10 Hellion       | LA Auto Show           |      |
| 2007    | Genesis Sedan        | NYIAS                  |      |
| 2007    | Genesis Coupé        | LA Auto Show           |      |
| 2007    | HND-3 Veloster       | IAA                    |      |
| 2007    | NEOS-IV i-Blue       | IAA                    |      |
| 2008    | HED-5 i-Mode         | Genfer Auto-Salon      |      |
| 2009    | HCD-11 Nuvis         | NYIAS 2009             |      |
| 2009    | HED-6 ix-ONIC        | Genfer Auto-Salon      |      |
| 2009    | ix-Metro Concept     | IAA                    |      |
| 2009    | HND-4 Blue-Will      | Seoul Motor Show       |      |

## 2010 bis 2019

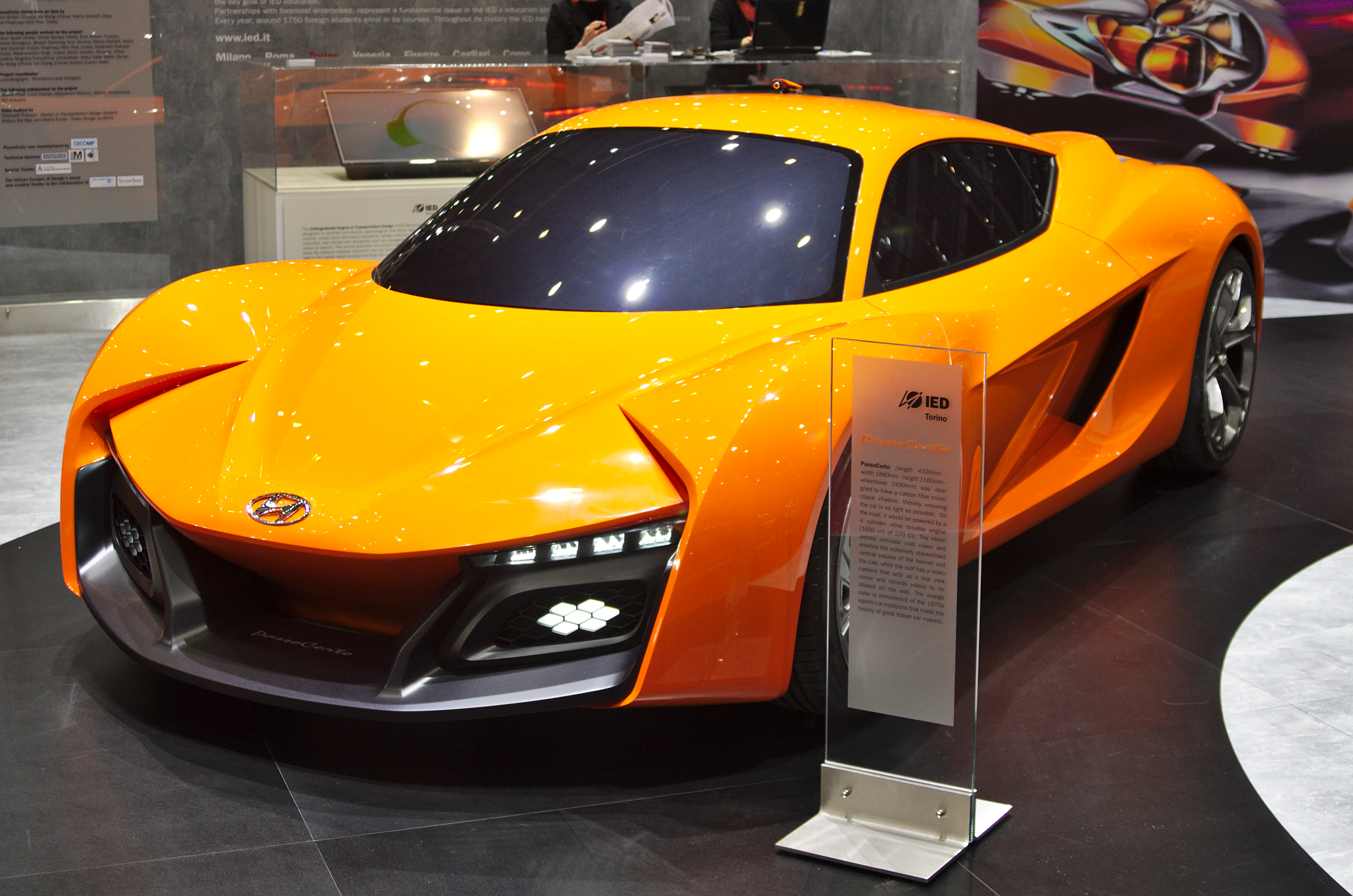
Hyundai HED-7 i-flow (Genfer Auto-Salon 2010)
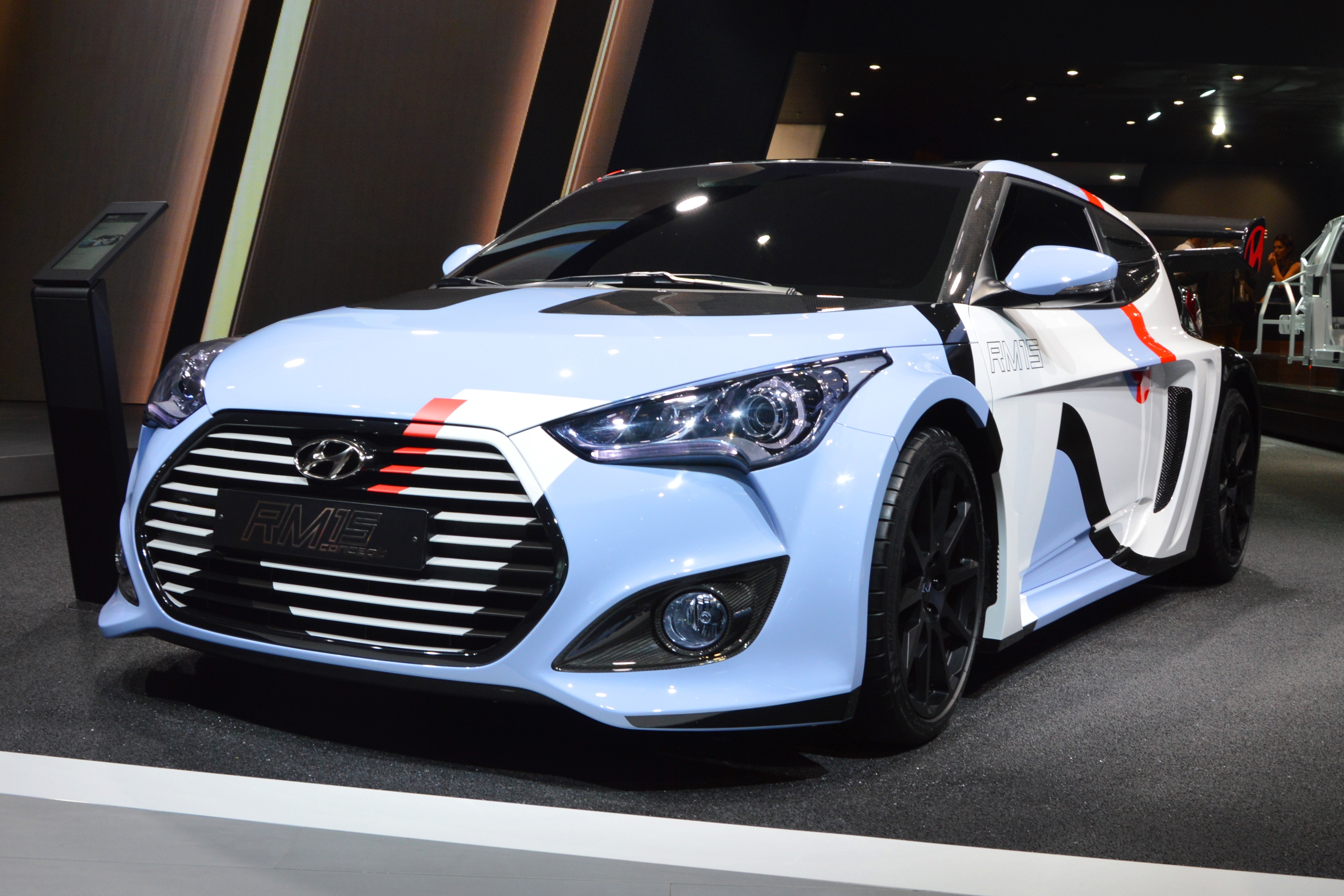
Hyundai HND-6 blue2 (Seoul Motor Show 2011)
- Hyundai HCD-12 curb (NAIAS 2011)[7]
- Hyundai HED-8 i-oniq (Genfer Auto-Salon 2012)[8]
- Hyundai HND-7 Hexa Space (Delhi Auto Expo 2012)[9]
- Hyundai HCD-14 Genesis (NAIAS 2013)[10]
- Hyundai HND-9 (Seoul Motor Show 2013)[11]
- Hyundai PassoCorto Concept (Genfer Auto-Salon 2014)
- Hyundai Intrado (Genfer Auto-Salon 2014)[12]
- Hyundai ix25 concept (Auto China 2014)[13]
- Hyundai RM15 (Seoul Motor Show 2015)
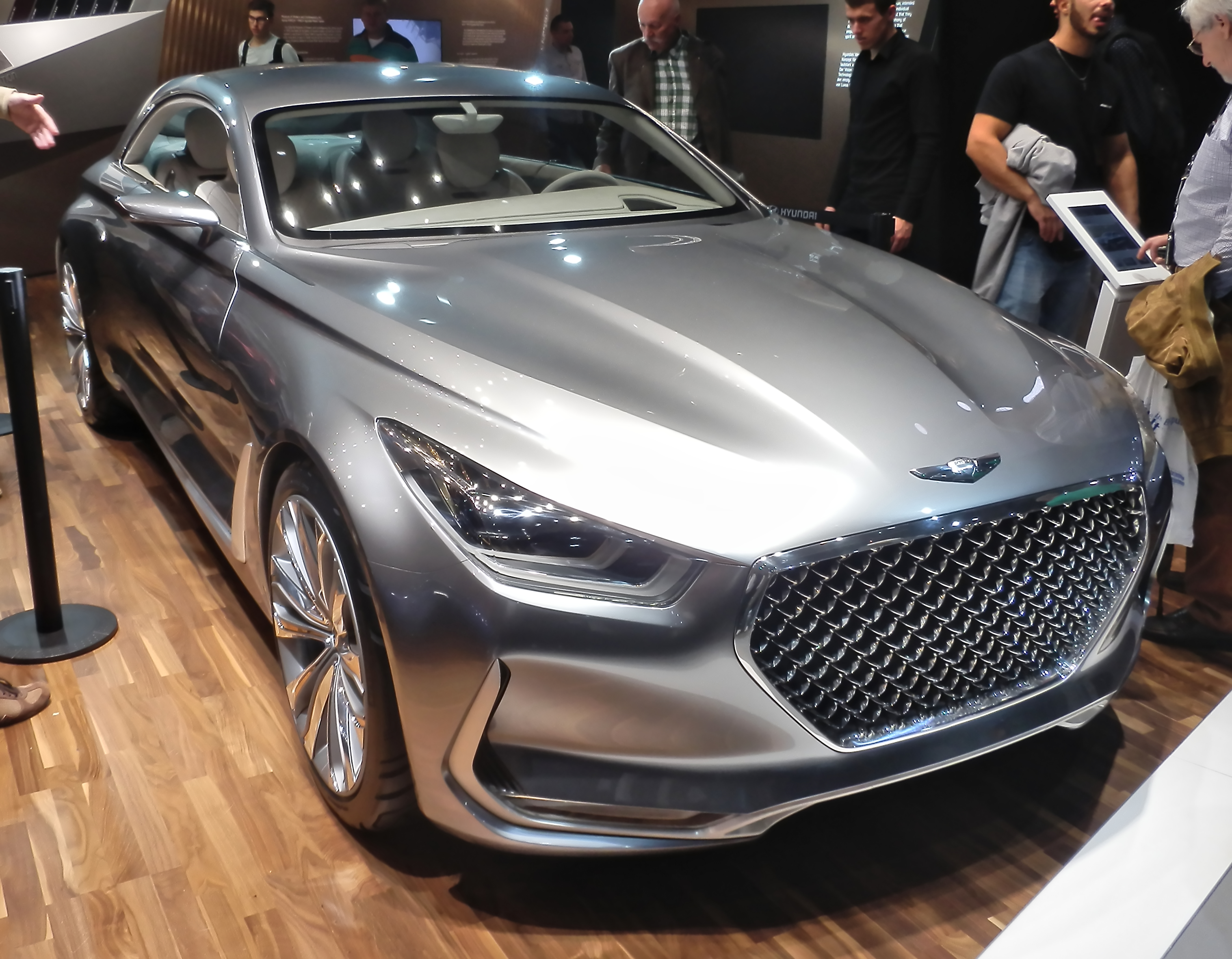
Hyundai Vision G Concept Coupé (Pebble Beach Concours d’Elegance 2015)
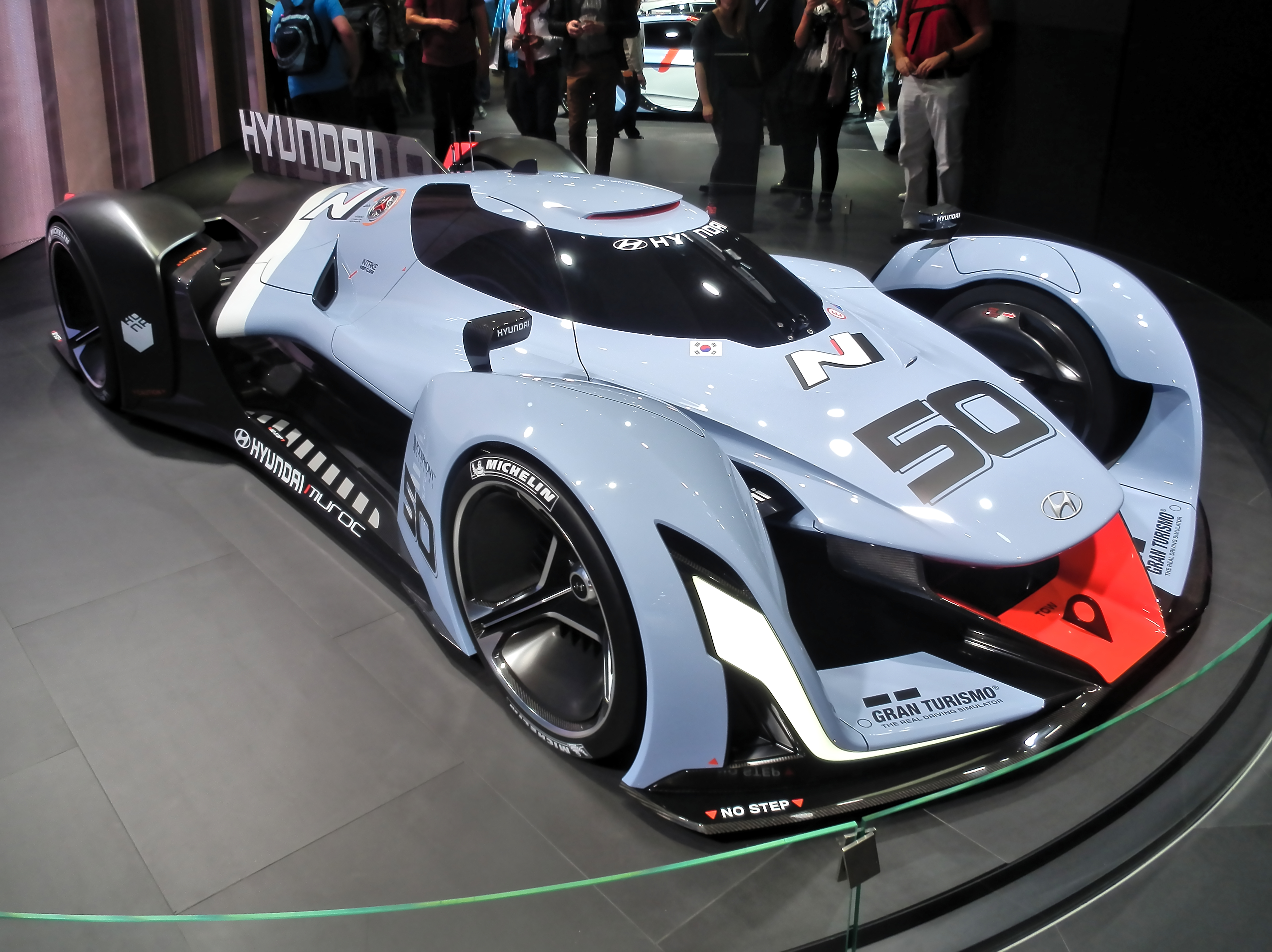
Hyundai N 2025 Vision (IAA 2015)
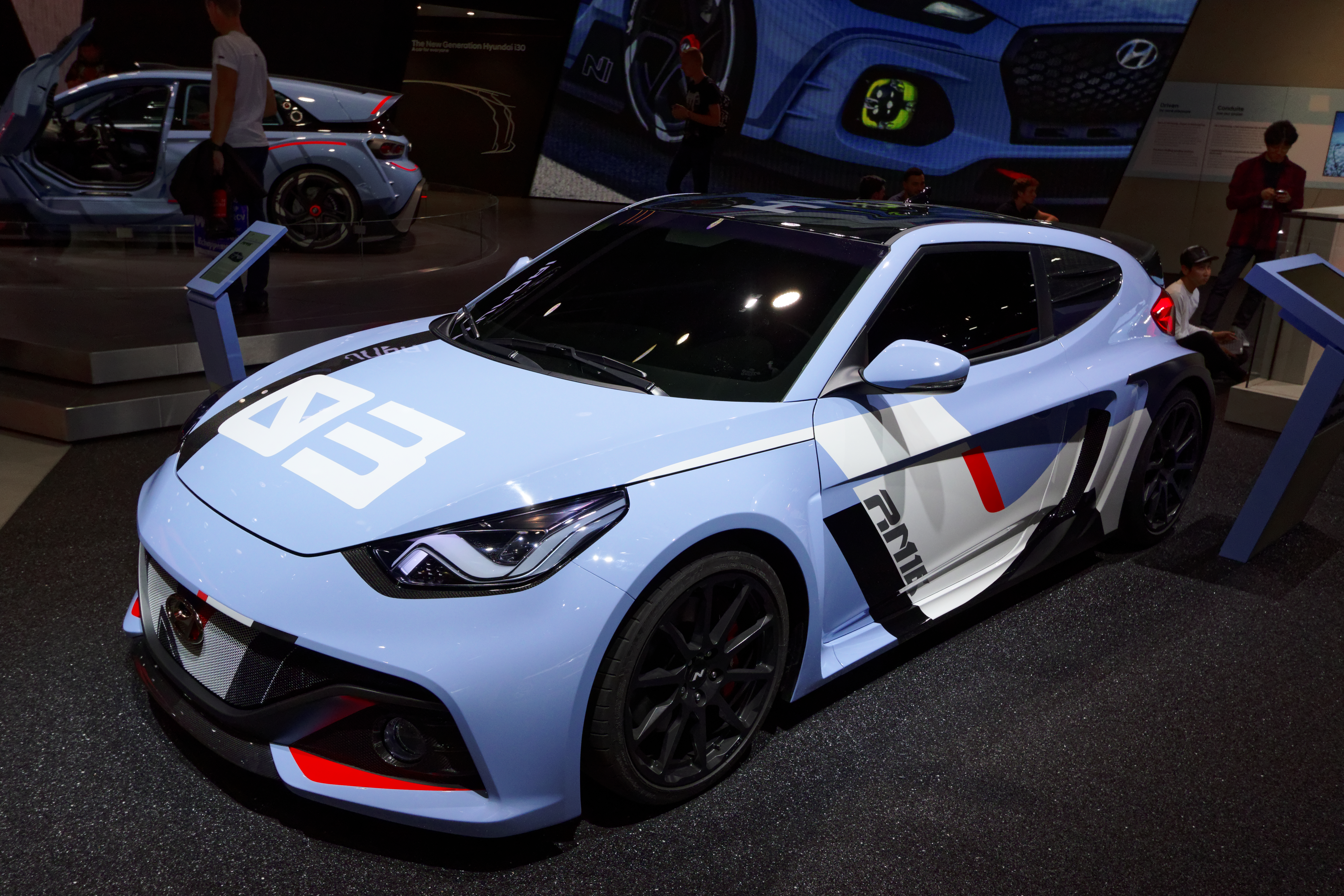
Hyundai RM16 (2016)
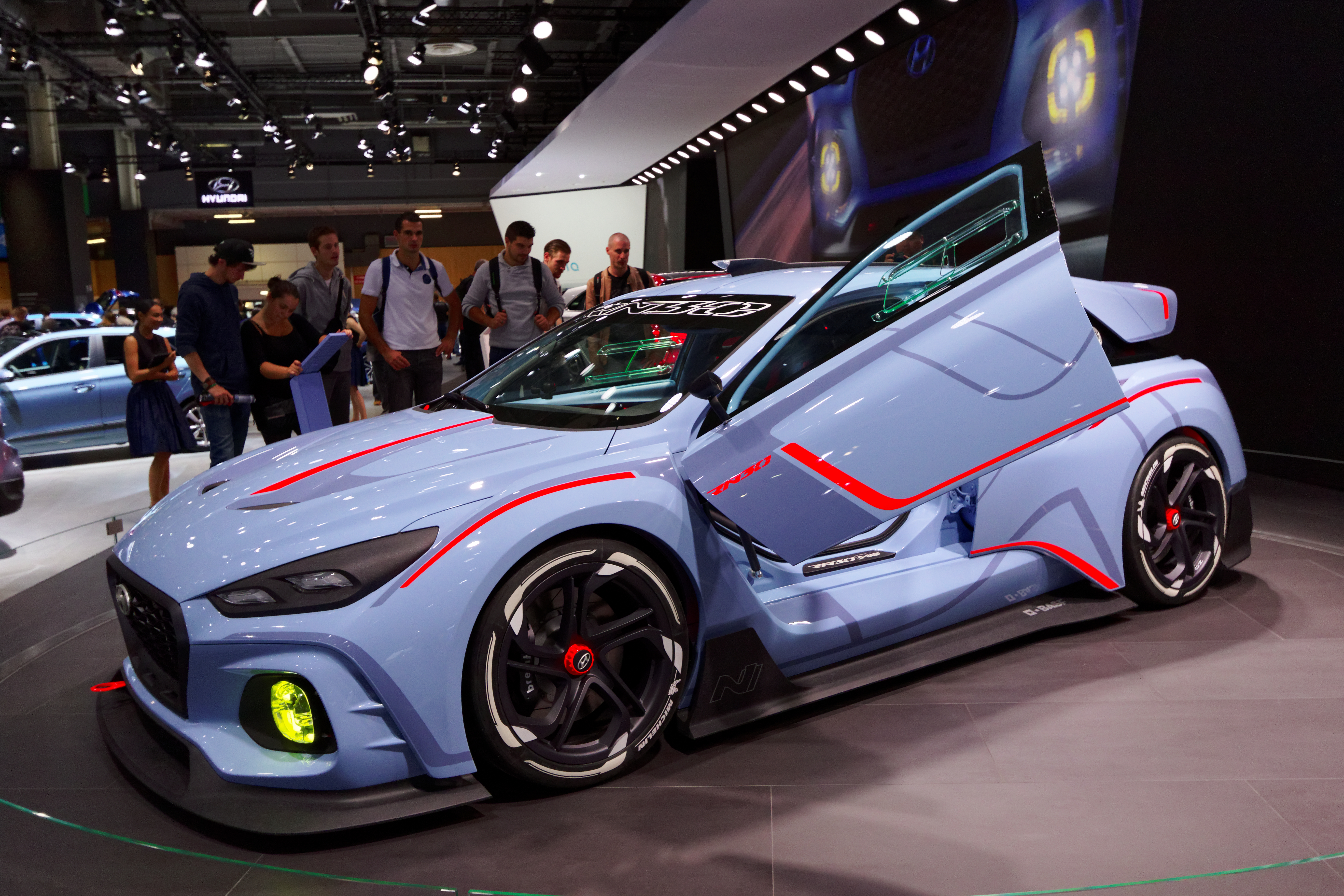
Hyundai RN30 Concept (Pariser Autosalon 2016)
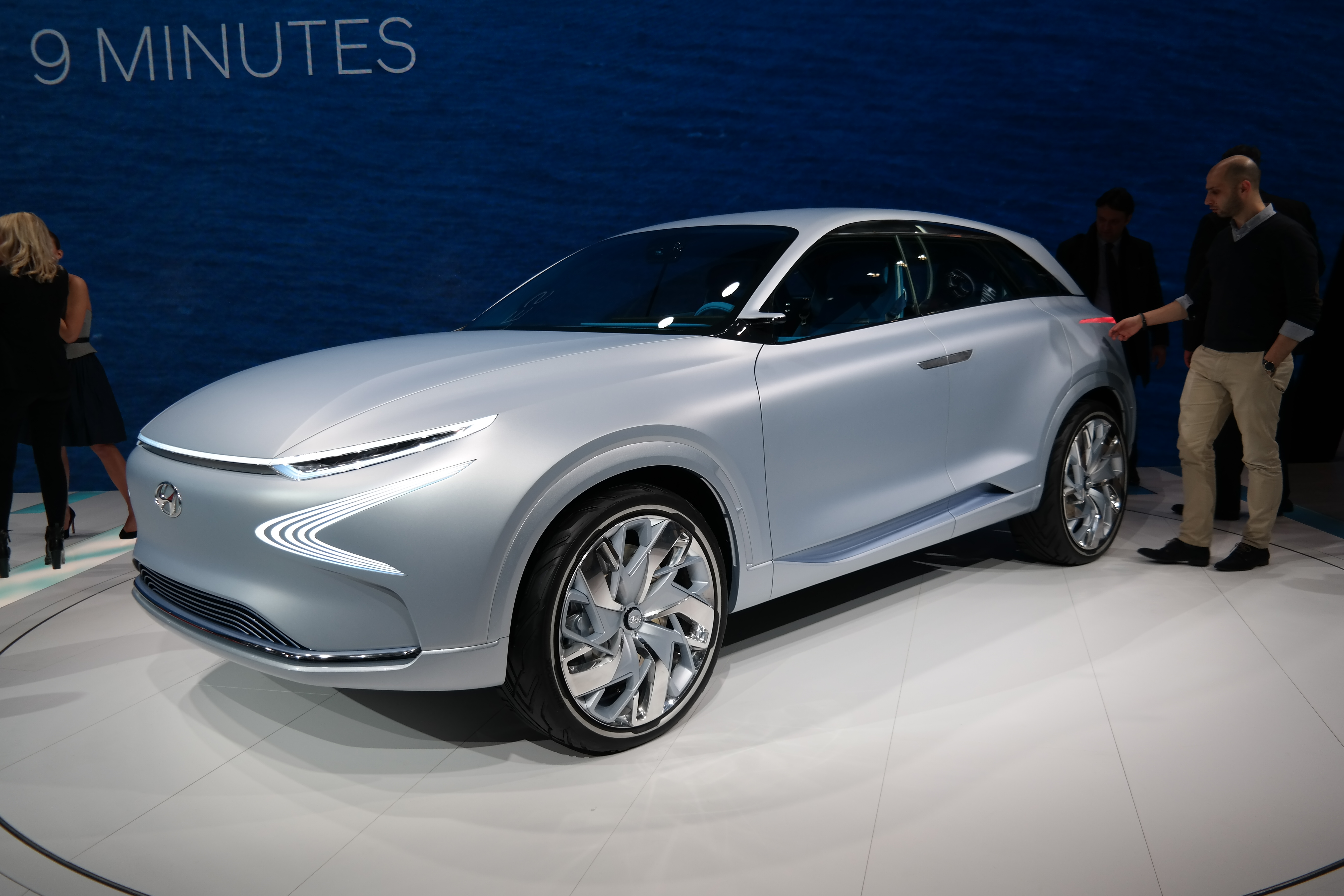
Hyundai FE Fuel Cell Concept (Genfer Auto-Salon 2017)
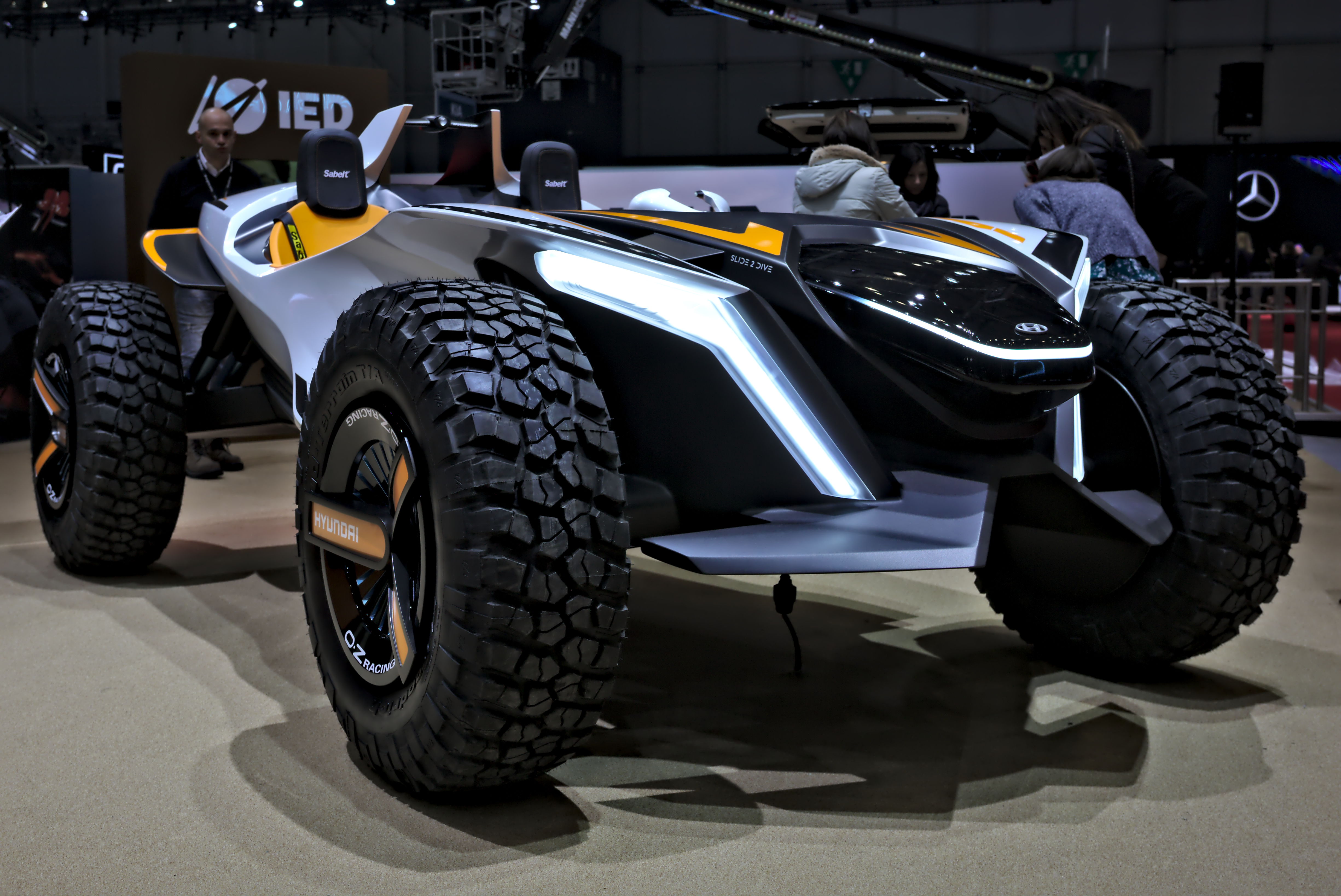
Hyundai Kite (Genfer Auto-Salon 2018)
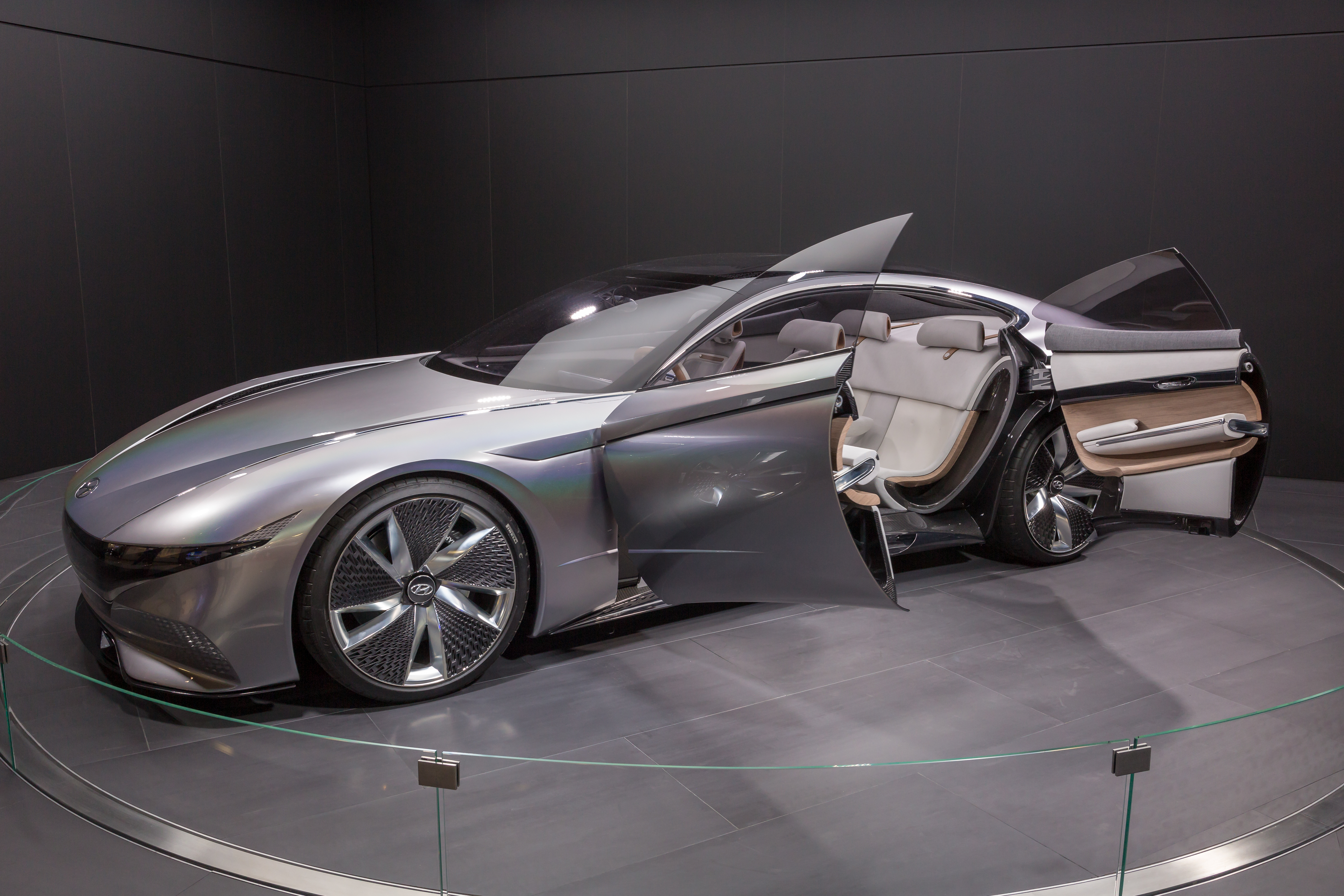
Hyundai Le Fil Rouge (Genfer Auto-Salon 2018)
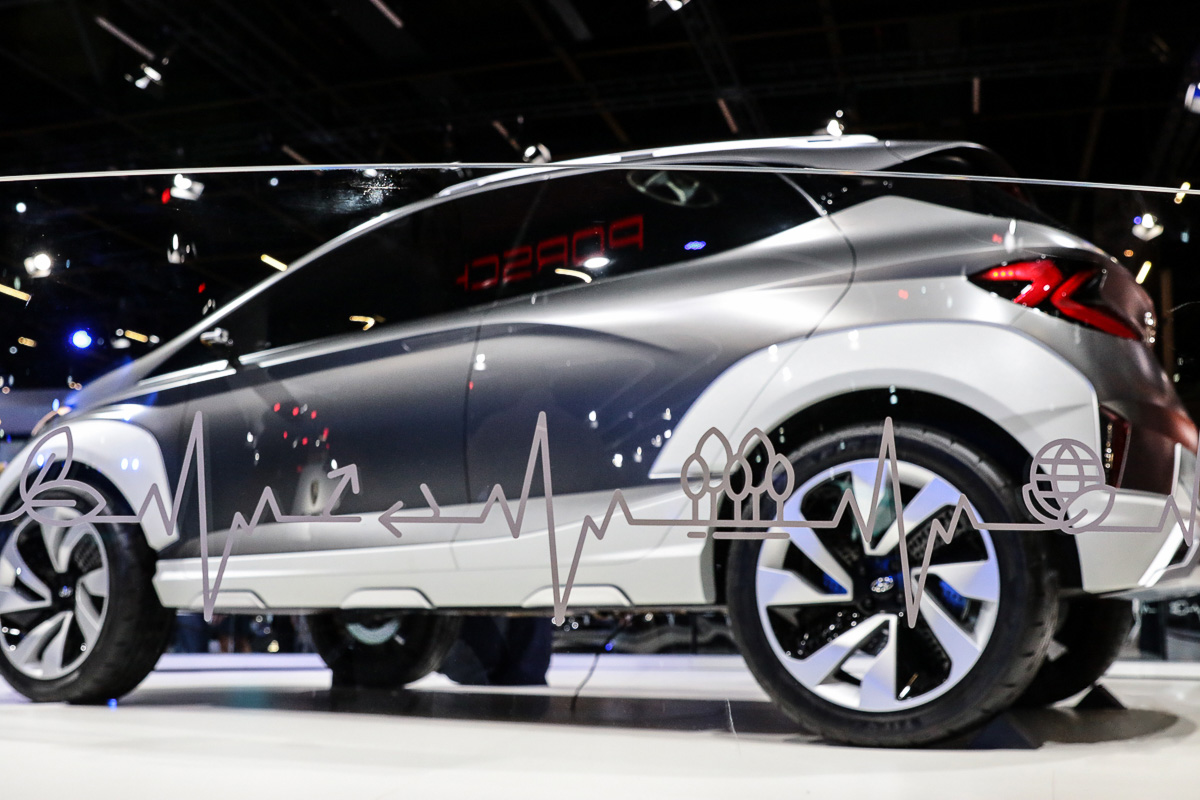
Hyundai Saga Concept (São Paulo Auto Show 2018)
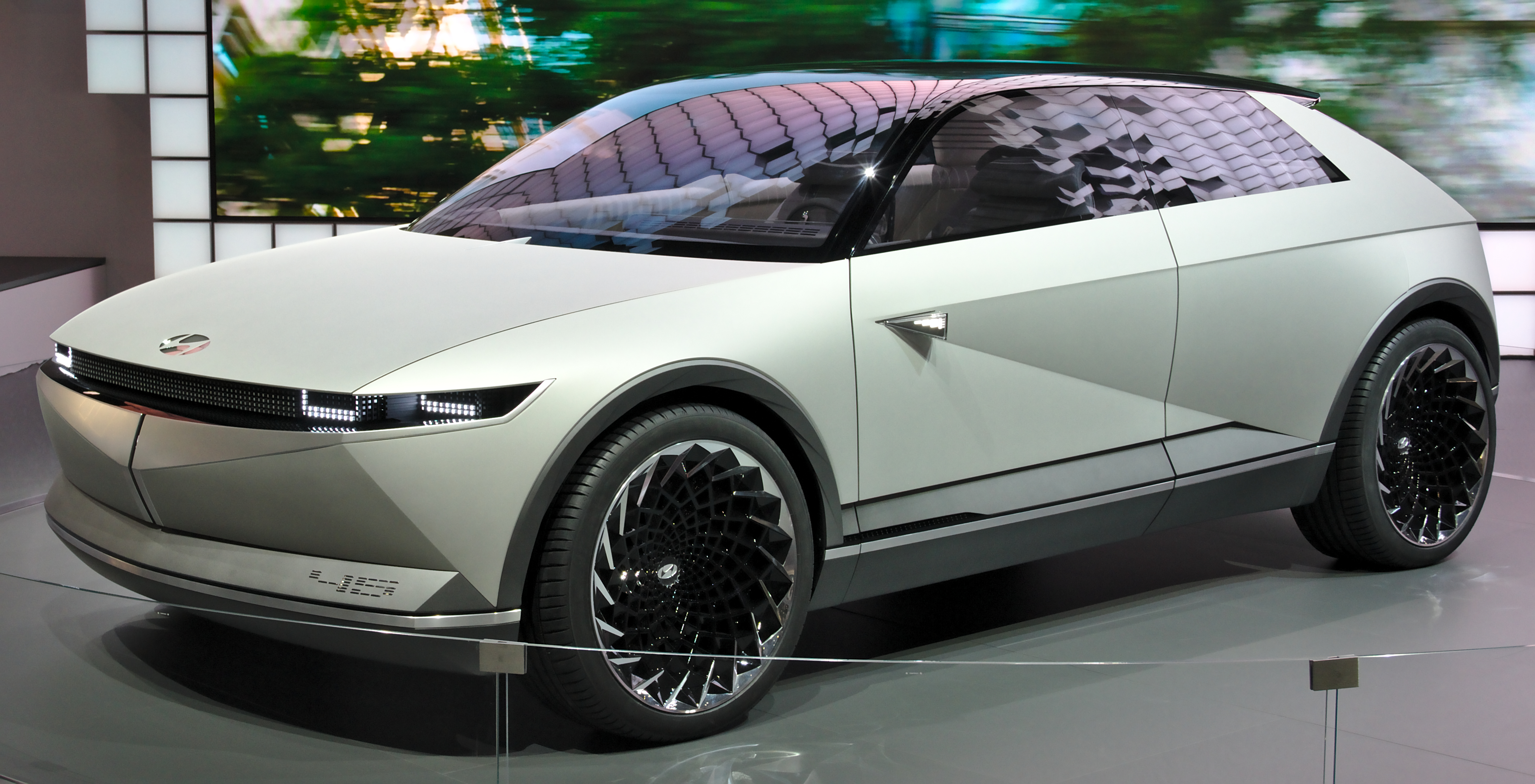
Hyundai 45 EV Concept (IAA 2019, seit 2021 als Ioniq 5 auf dem Markt)

### Bildergalerie

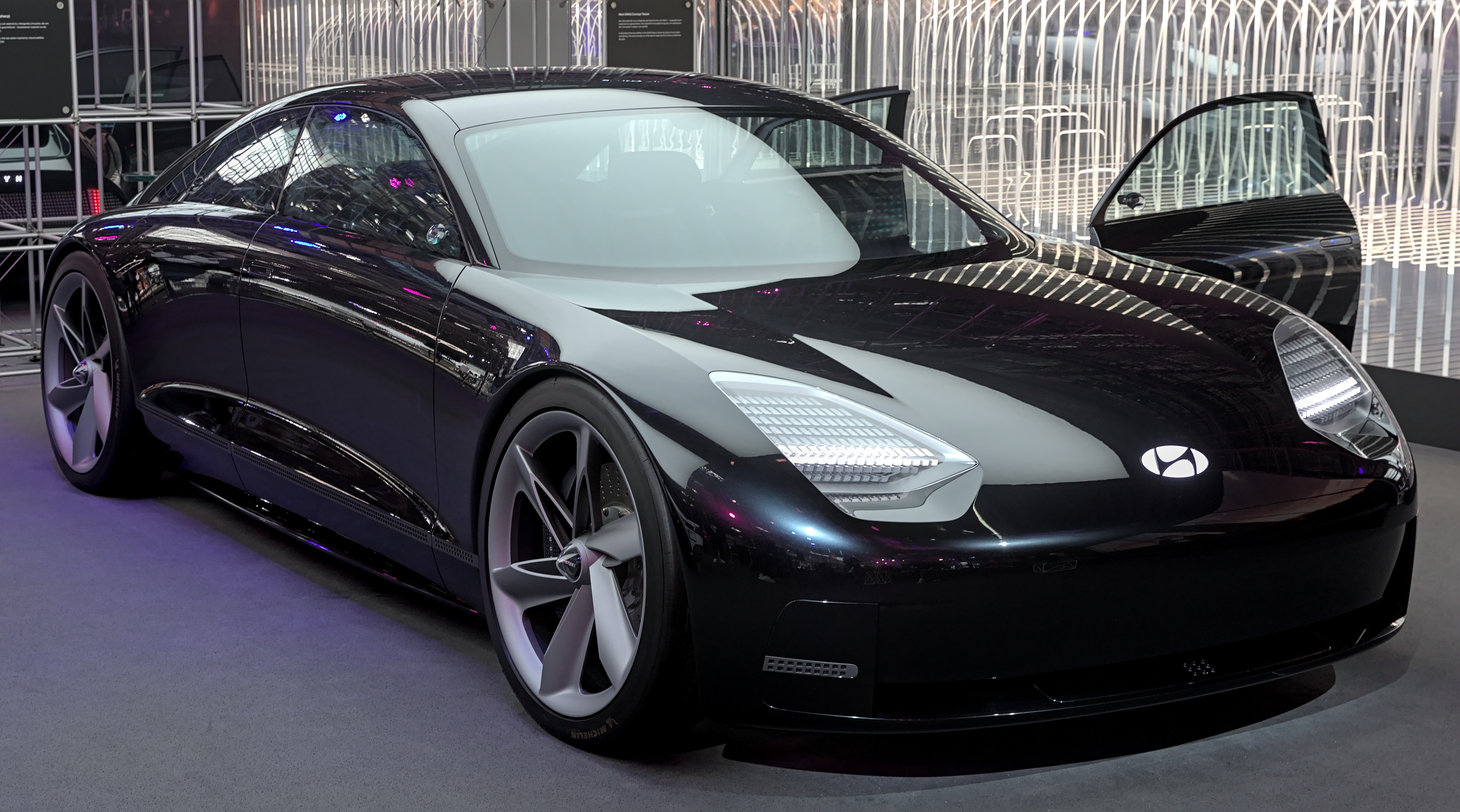
Hyundai Prophecy Concept (2020)
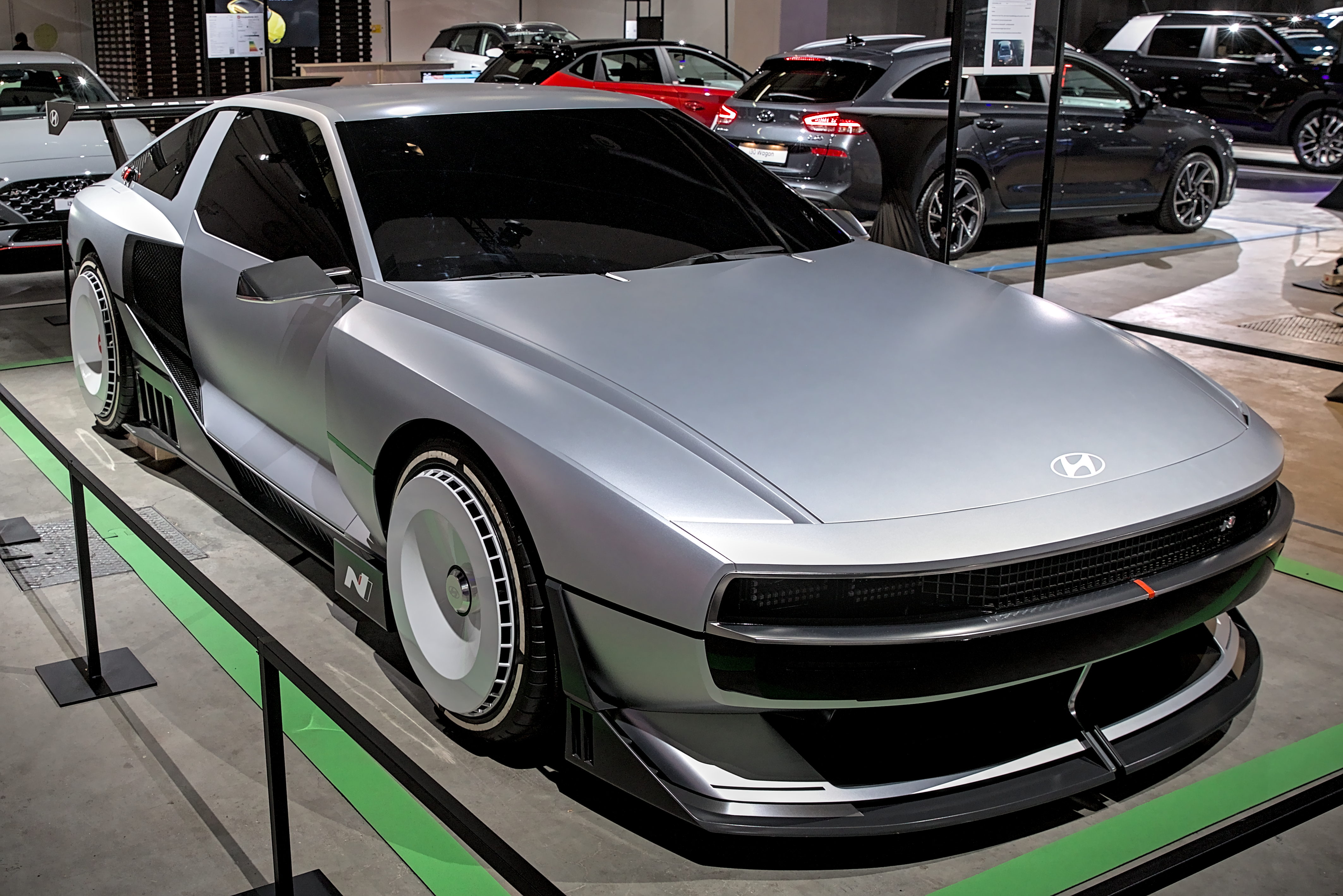
Hyundai N Vision 74 Concept (2022)
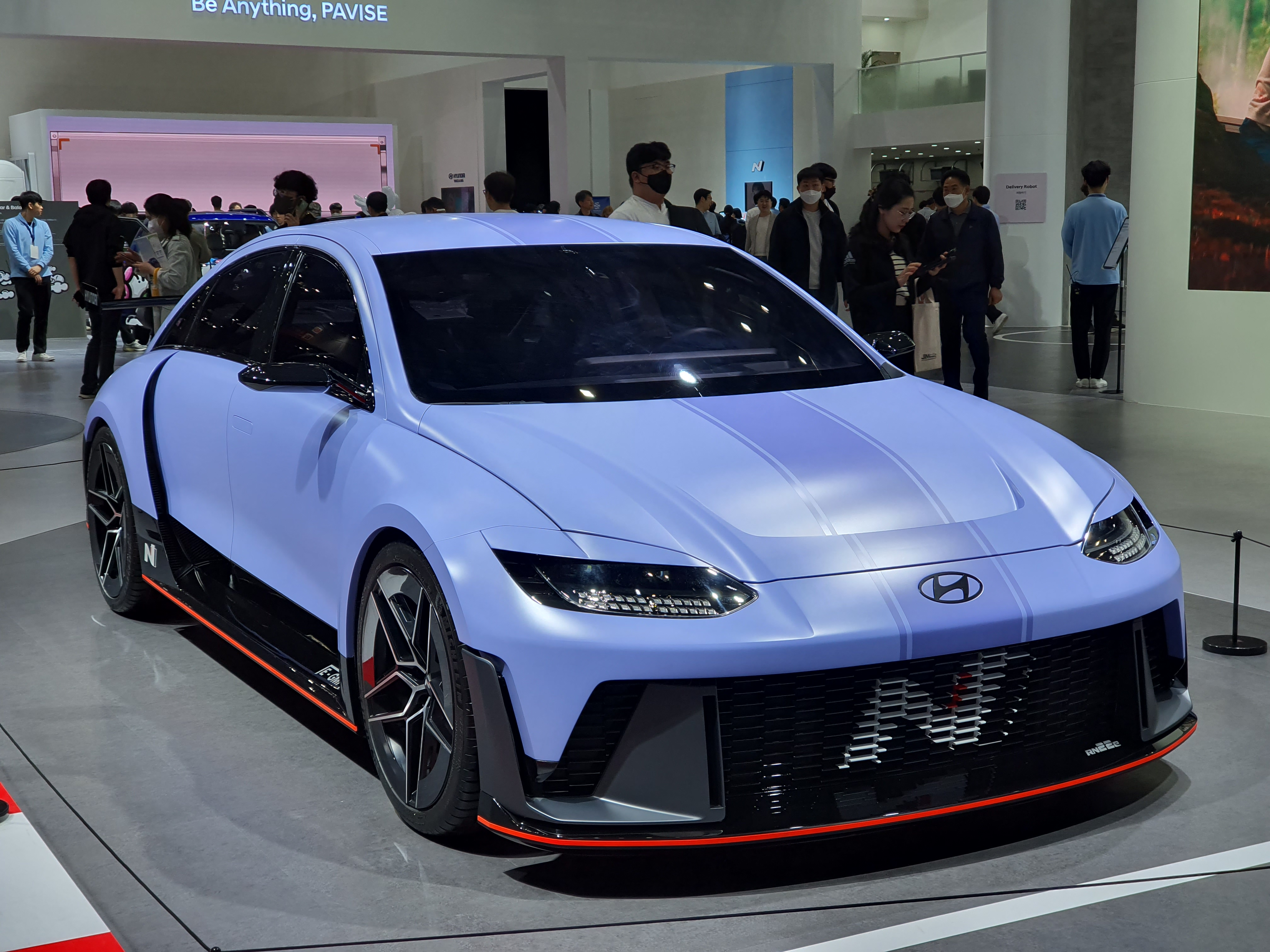
Hyundai RN22e (2022)
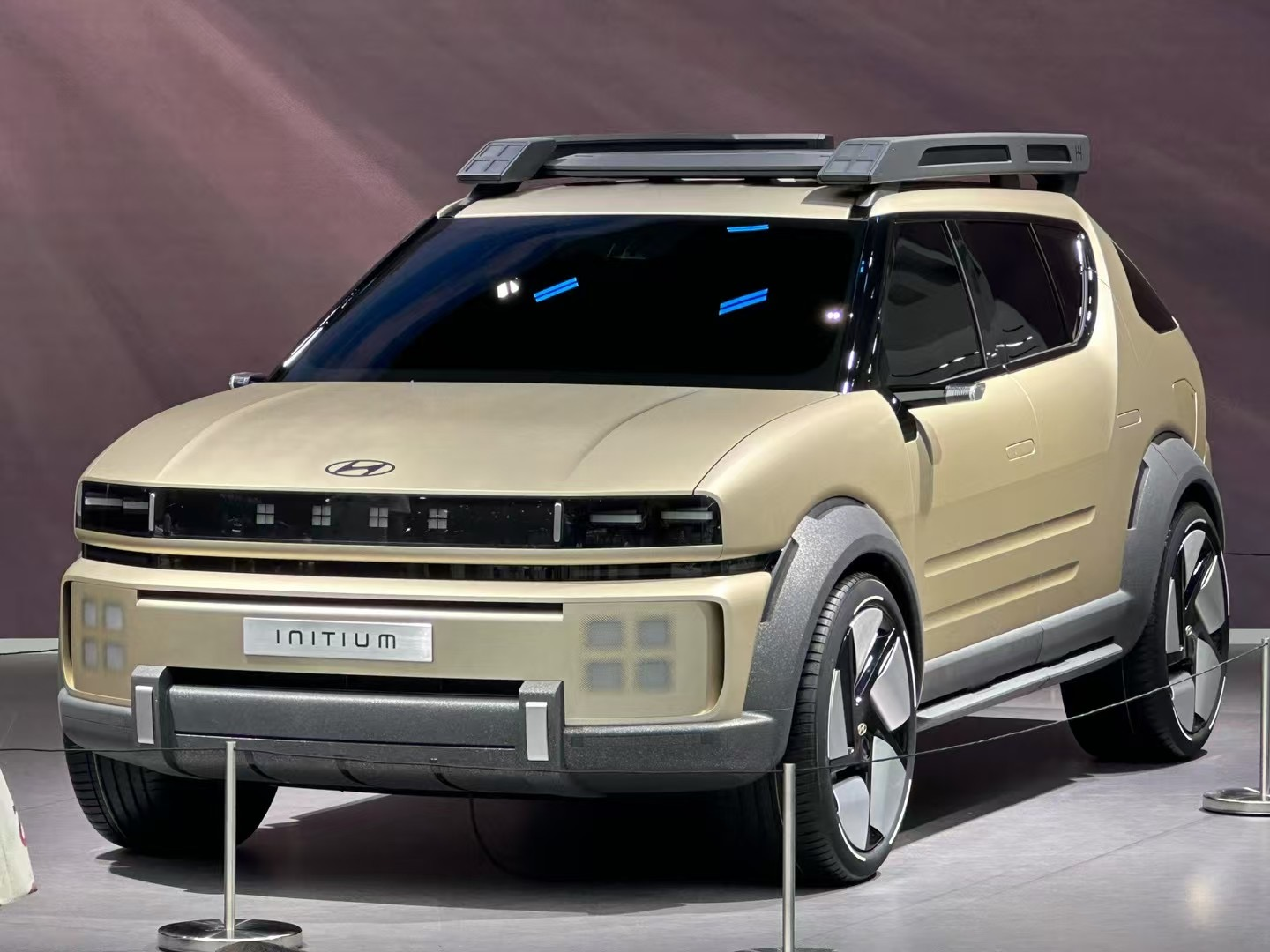
Hyundai Initium (2024)

- Hyundai PassoCorto Concept
(Genfer Auto-Salon 2014)
- Hyundai RM15
(Seoul Motor Show 2015)
- Hyundai Vision G Coupé
(Pebble Beach Concours d’Elegance 2015)
- Hyundai N 2025 Vision
(IAA 2015)
- Hyundai RM16
(2016)
- Hyundai RN30 Concept
(Pariser Autosalon 2016)
- Hyundai FE Fuel Cell Concept
(Genfer Auto-Salon 2017)
- Hyundai Kite
(Genfer Auto-Salon 2018)
- Hyundai Le Fil Rouge
(Genfer Auto-Salon 2018)
- Hyundai Saga Concept
(São Paulo Auto Show 2018)
- Hyundai 45 EV Concept
(IAA 2019)

## Ab 2020
- Hyundai Prophecy Concept, Sportlimousine[18]
- Hyundai Pony Heritage (2021, bislang Ausstellungsraum in Korea)[19]
- Hyundai Seven Concept (LA Auto Show 2021)[20]
- Hyundai N Vision 74[21]
- Hyundai RN22e[21]
- Hyundai Mufasa Adventure SUV Concept[22]
- Hyundai Initium[23]

### Bildergalerie
- Hyundai Prophecy Concept
(2020)
- Hyundai N Vision 74 Concept
(2022)
- Hyundai RN22e
(2022)
- Hyundai Initium
(2024)